# Union des forces républicaines (Sénégal)
Pour les articles homonymes, voir Union des forces républicaines.
L'Union des Forces Républicaines (UFR) est un parti politique sénégalais fondé en 2004 par le très jeune Abdou Diouf (homonyme de l'ancien président Abdou Diouf), devenu étudiant seulement en 2001 à l'Université Cheikh Anta Diop de Dakar (UCAD). Il est le Président Secrétaire Général de l'UFR et également le plus jeune chef de parti au Sénégal.